# Kroatië op de Olympische Winterspelen 1998
Tijdens de Olympische Winterspelen van 1998, die in Nagano (Japan) werden gehouden, nam Kroatië voor de derde keer deel.

## Deelnemers en resultaten
(m) = mannen, (v) = vrouwen 

### Alpineskiën
| Olympiër        | Discipline       | Resultaat | Prestatie                                                       |
| --------------- | ---------------- | --------- | --------------------------------------------------------------- |
| Renato Gašpar   | super g (m)      | 32e       | 1.39,85 (+5,03)                                                 |
| Renato Gašpar   | reuzenslalom (m) | dnf-1     | opgave run 1                                                    |
| Thomas Lödler   | reuzenslalom (m) | 23e       | 2.44,21 (+5,70) 1.23,26+1.20,95                                 |
| Thomas Lödler   | slalom (m)       | dnf-2     | opgave run 2 57,91+dnf                                          |
| Vedran Pavlek   | super g (m)      | 30e       | 1.39,63 (+4,81)                                                 |
| Vedran Pavlek   | reuzenslalom (m) | 28e       | 2.47,54 (+9,03) 1.25,61+1.21,93                                 |
| Janica Kostelić | afdaling (v)     | 25e       | 1.31,97 (+2,08)                                                 |
| Janica Kostelić | super g (v)      | 26e       | 1.19,77 (+1,75)                                                 |
| Janica Kostelić | reuzenslalom (v) | 24e       | 2.59,39 (+8,80) 1.23,45+1.35,94                                 |
| Janica Kostelić | slalom (v)       | dnf-1     | opgave run 1                                                    |
| Janica Kostelić | combinatie (v)   | 8e        | 2.45,23 (+4,49) afdaling: 1.31,71 slalom: 1.13,52 (37,35+36,17) |

### Kunstrijden
| Olympiër         | Discipline | Resultaat | Prestatie           |
| ---------------- | ---------- | --------- | ------------------- |
| Ivana Jakupčević | vrouwen    | 25e       | dnq (korte kür: 25) |

### Langlaufen
| Olympiër      | Discipline                    | Resultaat | Prestatie    |
| ------------- | ----------------------------- | --------- | ------------ |
| Antonio Rački | 10 km klassiek (m)            | dnf       | opgave       |
| Antonio Rački | achtervolging 10 km+15 km (m) | dnf       | opgave 10 km |

Amerikaanse Maagdeneilanden · Andorra · Argentinië · Armenië · Australië · Azerbeidzjan · België · Bermuda · Bosnië en Herzegovina · Brazilië · Bulgarije · Canada · Chili · China · Chinees Taipei · Cyprus · Denemarken · Duitsland · Estland · Finland · Frankrijk · Georgië · Griekenland · Groot-Brittannië · Hongarije · Ierland · IJsland · India · Iran · Israël · Italië · Jamaica · Japan · Joegoslavië · Kazachstan · Kenia · Kirgizië · Kroatië · Letland · Liechtenstein · Litouwen · Luxemburg · Macedonië · Moldavië · Monaco · Mongolië · Nederland · Nieuw-Zeeland · Noord-Korea · Noorwegen · Oekraïne · Oezbekistan · Oostenrijk · Polen · Portugal · Puerto Rico · Roemenië · Rusland · Slovenië · Slowakije · Spanje · Trinidad en Tobago · Tsjechië · Turkije · Uruguay · Venezuela · Verenigde Staten · Wit-Rusland · Zuid-Afrika · Zuid-Korea · Zweden · Zwitserland